# Yonatan Netanyahu
Yonatan "Yoni" Netanyahu (hebreu: יוֹנָתָן "יוֹנִי" נְתַנְיָהוּ‎;
13 de març de 1946- 4 de juliol de 1976), va ser un membre de la unitat d'elit Sayeret Matkal de les Forces de Defensa d'Israel. El seu germà més jove Binyamín Netanyahu ha estat primer ministre d'Israel en els períodes 1996 - 1999 i des del 30 de març del 2009.
A Yonatan li va ser concedida la medalla del servei distingit (hebreu: עיטורהמופת) per la seva conducta a la Guerra del Yom Kippur. Va caure en combat durant l'Operació Entebbe a l'Aeroport d'Entebbe Uganda, on el vol 139 d'Air France, un Airbus amb 12 tripulants i 248 passatgers, havia estat segrestat, i on els ostatges del qual van ser rescatats per militars israelians. Ell fou el líder de l'equip que va assaltar directament la terminal i l'única mort militar israeliana de la incursió.

## Carrera militar

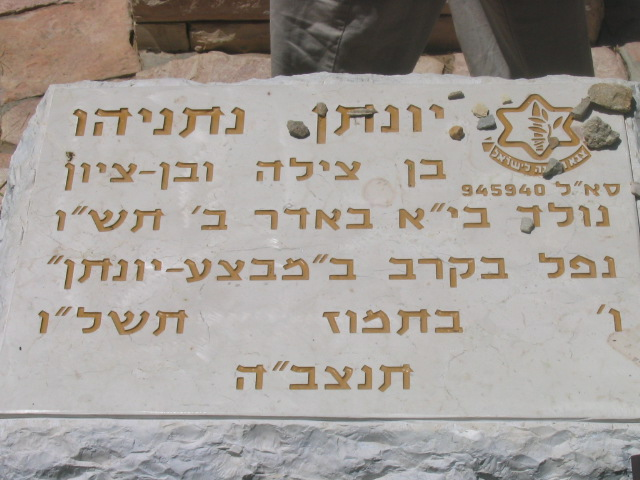
Tomba de Jonathan Netanyahu.

Yonatan Netanyahu es va unir a les FDI el 1964 i va destacar en l'acadèmia d'oficials. Li van donar el comandament d'una companyia de paracaigudistes. El 5 de juny de 1967, durant la guerra dels sis dies, el seu batalló va combatre a la batalla d'Um Katef al Sinaí. En la lluita pels Alts del Golan durant la batalla, Yonatan va rebre una ferida en un colze mentre ajudava un soldat ferit.
Després de la guerra dels sis dies, Netanyahu va anar als Estats Units per estudiar a la Universitat Harvard, va tornar un any més tard a causa de la guerra de desgast. Va seguir els seus estudis a la Universitat Hebrea de Jerusalem, i tornà al servei militar actiu poc després.
En els anys 70 es pot dir que ell va desenvolupar als Sayeret Matkal (forces especials israelianes) i en l'estiu de 1972 va ser designat com el comandant en cap de la unitat. Durant aquest any, va ordenar una incursió en la qual van capturar i van ser intercanviats oficials sirians a canvi de pilots israelians presoners. A l'any següent va participar en l'Operació Primavera de Joventut (hebreu: מבצעאביבנעורים) en la qual Sayeret Matkal, Xaietet 13 i el Mossad van matar als terroristes i a una part de la direcció de Setembre Negre (grup terrorista de l'OAP que va planificar la massacre de Múnic el 1972).
Durant la guerra de Yom Kippur a l'octubre de 1973, Netanyahu va comandar una força del Sayeret Matkal en els Alts del Golan que va eliminar més de 40 oficials de l'exèrcit sirià en una batalla que va frustrar la incursió dels sirians en els Alts del Golan. Durant la mateixa guerra, també va rescatar el tinent coronel Yossi Ben Hanan, quan aquest es trobava ferit darrere les línies sirianes.
Després de la guerra, li van concedir a Netanyahu la medalla del servei distingit (hebreu: עיטורהמופת), la condecoració militar més alta d'Israel equivalent a la Medalla d'Honor americana, per la seva conducta en temps de guerra. Netanyahu llavors es va oferir voluntari per servir com a comandant en l'exèrcit a causa de les grans baixes infligides al cos armat israelià durant la guerra, amb un nombre especialment desproporcionat entre els oficials. Netanyahu fa el curs d'oficial de tancs i se li dona el comandament de la brigada armada Barak, que va ser dissolta durant la guerra. La seva brigada va esdevenir la principal unitat militar als Alts del Golan.
Al juny de 1975 Netanyahu va deixar el cos armat i va tornar al Sayeret Matkal com a comandant de la unitat. Va caure en combat el 4 de juliol de 1976 mentre feia part de l'Operació Entebbe, la seva primera gran operació des de la seva tornada a la unitat. Netanyahu va ser l'únic soldat israelià abatut durant la incursió (juntament amb 3 ostatges, dotzenes d'ugandesos i 6 terroristes palestins). L'operació en si mateixa es considera un èxit enorme amb gairebé tots els ostatges rescatats.